# Bösendorfer
Бёзендо́рфер (нем. L. Bösendorfer Klavierfabrik GmbH) — австрийская фирма, производитель фортепиано, один из старейших производителей фортепиано в мире. Основана в 1828 году Игнацем (устар. Игнатием) Бёзендорфером.

## История
Фирма «Бёзендорфер» была основана в 1828 году в Вене. Уже с 1830 года — официальный поставщик инструментов ко двору императора Австрии. С 1859 года фабрика управлялась сыном основателя  Людвигом Бёзендорфером (1835—1919 гг.). В 1872—1913 годах функционировал принадлежащий фирме концертный зал Bösendorfer-Saal, получивший мировую известность, в котором выступали многие самые знаменитые музыканты своего времени.
В 1909 году фирма была продана Карлу Хуттерштрассеру. С 1931 года компания управлялась сыновьями Хуттерштрассера Александром и Вольфгангом.
В 1966 году фирма была куплена холдингом Jasper Corporation, позднее сменившим название на Kimball International, в холдинг также входила известная компания Kimball Pianos.
В 2001 году фирма «Бёзендорфер» была выкуплена австрийской банковской группой BAWAG P.S.K.
В декабре 2007 года фирма «Бёзендорфер» была поглощена концерном-конкурентом Yamaha. На момент покупки компания оценивалась в 15,7 млн евро и насчитывала 180 работников. В настоящее время концерн Yamaha, оставаясь владельцем, ведёт политику минимального вмешательства в управление компанией «Бёзендорфер» и совсем не вмешивается в производственный процесс.

## Инструменты

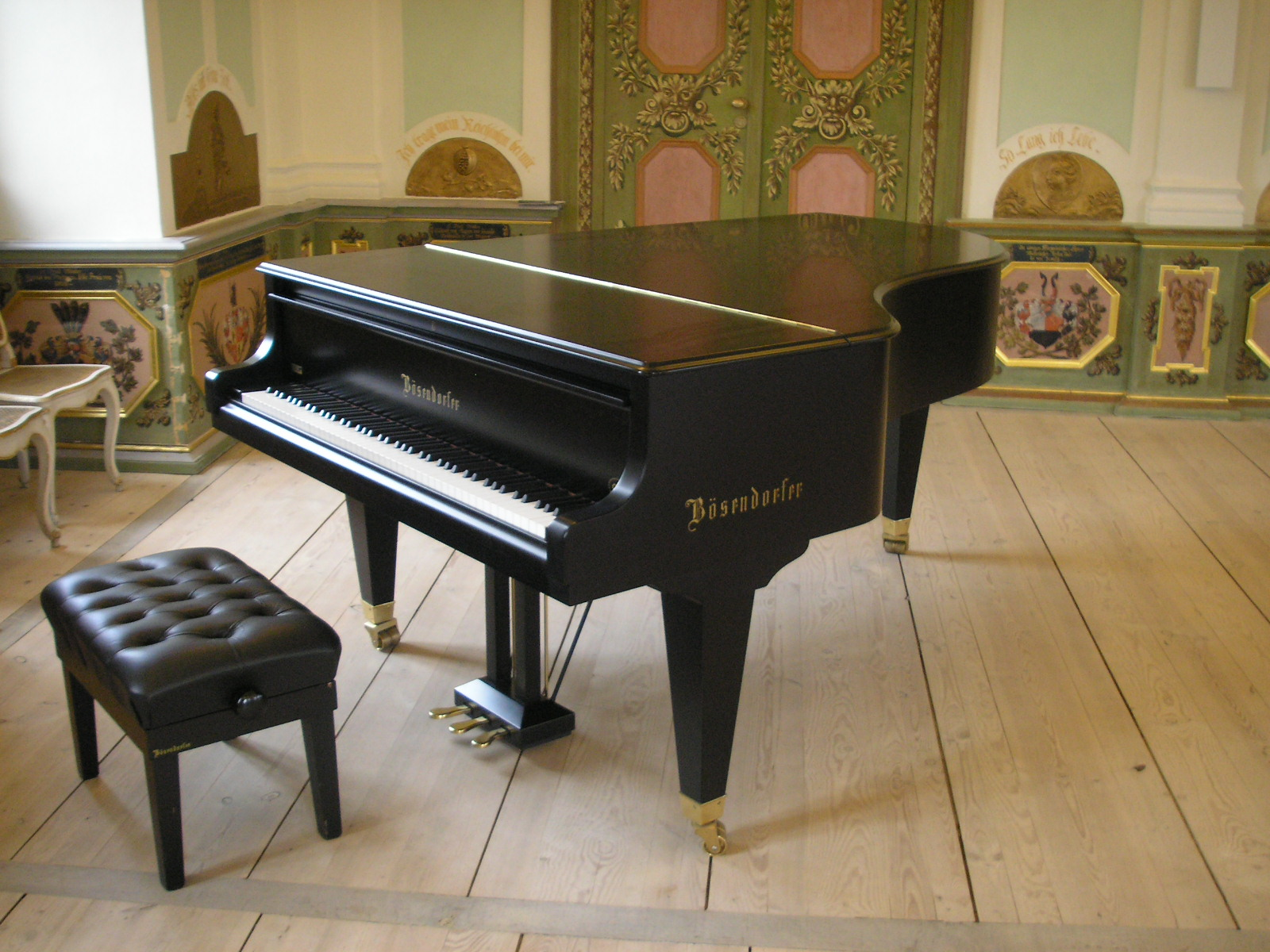
Рояль «Бёзендорфер»

Рояли марки Бёзендорфер считаются одними из лучших в мире, наряду с роялями Fazioli и Steinway & Sons. Фирма производит не только стандартные 88-клавишные инструменты, но также рояли с 92 и 97 клавишами — с дополнительными клавишами в нижнем регистре. Хотя существует очень малое количество произведений, непосредственно задействующих эти клавиши, но резонанс, каждый раз возникающий в дополнительных струнах при нажатой правой педали, придаёт звуку всего инструмента дополнительные басовые тона. Дополнительные клавиши все имеют чёрный цвет, чтобы исполнитель не спутал их с клавишами контр-октавы.
Наиболее знаменитым является рояль Bösendorfer Imperial длиной 290 см, с 97 клавишами, стоимостью порядка 250 тыс. долларов США и называемый иногда «Роллс-Ройсом среди роялей».

## Модельный ряд
Бёзендорфер производит различные типы роялей — от 155 до 290 см в длину и пианино высотой 120 и 130 см.
| Модель         | Длина (м, фут)  | Кол-во клавиш |
| -------------- | --------------- | ------------- |
| 120CL          | Пианино (1,2 м) | 88            |
| 130CL          | Пианино (1,3 м) | 88            |
| 155            | 1,55 (5' 1")    | 88            |
| 170            | 1,70 (5' 8")    | 88            |
| 185            | 1,85 (6' 1")    | 88            |
| 200            | 2,00 (6' 7")    | 88            |
| 214            | 2,14 (7')       | 88            |
| 225            | 2,25 (7' 4")    | 92            |
| 280            | 2,80 (9' 2")    | 88            |
| 290 "Imperial" | 2,90 (9' 6")    | 97            |

Помимо основных моделей, с целью выхода на более широкий потребительский рынок, компания «Бёзендорфер» также начала выпуск более дешёвых инструментов серии Conservatory, предназначенных в основном для музыкальных учебных заведений.